# John Krish
John Krish  (n. 4 decembrie 1923, Londra – d. 7 mai 2016) a fost un regizor și scenarist britanic de film.

## Filmografie selectivă
- General Election[nefuncțională – arhivă]
 (1945) - montaj
- The Elephant Will Never Forget,  film scurt, (1953)[5]
- Companions in Crime (1954)
- Return To Life film scurt, (1960)[5]
- The Wild Affair (1963)
- Unearthly Stranger (1963)
- Decline and Fall... of a Birdwatcher (1968)
- The Man Who Had Power Over Women (1970)
- Drive Carefully, Darling, scurt, (1975)[5]
- The Finishing Line, scurt, (1977)[5]
- Friend or Foe (1982)
- Out of the Darkness (1985)
- I Think They Call Him John (1964)
- Iisus (1979)